# Миломир Миљанић
Миломир Миљанић (Никшић, 1963) српски је гуслар и пјевач народне музике из Црне Горе.
Од своје 16. године свира гусле, а до сада објавио је преко 30 албума. Пет пута је проглашаван за најбољег гуслара Југославије.
Миљанић је трезвењак.

## Дискографија
| Година | Назив албума                                                               | Издавачка кућа     |
| ------ | -------------------------------------------------------------------------- | ------------------ |
| 1983.  | Гусларске пјесме пјевају Миломир Миљанић и Миодраг Ђукановић               | ПГП РТБ            |
| 1985.  | Гуслар Миломир Миљанић                                                     | ПГП РТБ            |
| 1987.  | Параћински регрути                                                         | Хелидон            |
| 1987.  | Бановић Страхиња - Заручница Топлице Милана                                | Југодиск           |
| 1987.  | Има нешто од јунаштва прече                                                | Југодиск           |
| 1989.  | Вјетрови космета - Посвећено 600-тој годишњици косовске битке              | Југовидео          |
| 1990.  | Погибија краља Александра                                                  | Југовидео          |
| 1990.  | Изворне Пјесме (Оћемо ли чоче... чоче...)                                  | Југовидео          |
| 1991.  | Српске земље Срби бране                                                    | Југодиск           |
| 1993.  | Витешка погибија Милорада Ђуровића (Митровданска офанзива 1992)            | Мастер             |
| 1995.  | Мојковачка битка                                                           | Југодиск           |
| 1996.  | Кола краља Николе                                                          | Супертон           |
| 1997.  | Владо Шипчић                                                               | Југодиск           |
| 1997.  | Угашена младост веселина нога                                              | Астрон             |
| 1997.  | Ратни пут Солунца Благоја - Мићкова Крушића                                | Супертон           |
| 1997.  | Поново Косово                                                              | Реноме             |
| 1998.  | Неђесна литургија - Вожд Ђорђе и Филип Вишњић                              | Југодиск           |
| 1998   | Живјела нам Црна Горо (Изворне пјесме)                                     | Југодиск           |
| 1999.  | Кула Фазлагића                                                             | Мастер             |
| 2001.  | Злочин у Мурини                                                            | Д.Г.Р.Б. Требјешки |
| 2001.  | Са Ловћена и опленца                                                       | Астрон             |
| 2001.  | Оћемо ли мој ђетићу запјевати Караџићу                                     | Астрон             |
| 2001.  | Изворне пјесме                                                             | Астрон             |
| 2003.  | Јана                                                                       | Астрон             |
| 2005.  | Пут прађедовске вјере - Храм Светог Јована крститеља у Угљевичкој обријежи | Астрон             |
| 2005.  | Гроб Његошев - Спомен праху проте драга В. Говедарице                      | Астрон             |
| 2005.  | Никшићки ослободиоци                                                       | Астрон             |
| 2005.  | Ултиматум                                                                  | Астрон             |
| 2005.  | Питају ме ко сам...                                                        | Астрон             |
| 2006.  | Бесмртници                                                                 | Астрон             |
| 2007.  | Постадосмо два народа                                                      | Астрон             |
| 2007.  | Плаче Дрина                                                                | Реноме             |
| 2008.  | Да се не заборави                                                          | Астрон             |
| 2009.  | Идем тамо ђе ме воле                                                       | Астрон             |
| 2009.  | Србском јунаку Сретену Ђурићу 1968-1992                                    | Н/А                |
| 2011.  | Бунтовник                                                                  | Астрон             |
| 2014.  | Морачки хајдуци - Погибија Хасан бега Мекића (Око 1798. године)            | Астрон             |
| 2014.  | Ево мене, ево вас                                                          | БН                 |
| 2015.  | 2015                                                                       | БН                 |
| 2018.  | Миломир Миљанић Миљан                                                      | БН                 |
| 2018.  | Буди борац                                                                 | БН                 |